# سوفیا ژوک
سوفیا آندریونا ژوک (روسی: Софья Андреевна Жук؛ IPA: [ˈsofʲjə ɐnˈdrʲe(j)ɪvnə ˈʐuk]؛ زاده ۱ دسامبر ۱۹۹۹) یک تنیسور سابق روسی است. او در سال 2015 عنوان قهرمانی انفرادی دختران ویمبلدون را به دست آورد.